# 1041
Het jaar 1041 is het 41e jaar in de 11e eeuw volgens de christelijke jaartelling.

## Gebeurtenissen
- Alusianus laat Peter Deljan, tsaar van Bulgarije, ernstig verminken. Hoewel blind, leidt Peter zijn troepen in de verloren slag bij Ostrovo. Alusianus wordt tsaar, maar geeft zich kort daarna over aan de Byzantijnen.
- 4 mei – Slag bij Monte Maggiore: De in opstand gekomen Zuid-Italiaanse Normandiërs onder Willem met de IJzeren Arm verslaan de Byzantijnen onder Michael Doukeianos.
- Slag bij Pencadair: Gruffydd ap Llywelyn van Gwynedd verslaat Hywel ab Edwin van Deheubarth.
- Vikingen uit Dublin vallen Gwynedd binnen en dwingen Gruffudd ap Llywelyn op de vlucht.
- De inscriptie op de steen van Calcutta wordt gemaakt.
- Voor het eerst genoemd: Epen, Meetkerke, Valkenburg

## Opvolging
- Bulgaarse Rijk: Peter Deljan opgevolgd door zijn neef Alusianus
- Byzantijnse Rijk: Michaël IV Paphlagon opgevolgd door zijn neef Michaël V Kalaphates
- Hongarije: Peter Orseolo opgevolgd door zijn neef Samuel Aba
- katapanaat van Italië: Michael Doukeianos opgevolgd door Exaugustus Boioannes

## Geboren
- Harald III, koning van Denemarken (1076-1080)
- Raymond IV, graaf van Toulouse en kruisvaarder (jaartal bij benadering)

## Overleden
- 10 december – Michaël IV Paphlagon (~31), keizer van Byzantium (1034-1041)
- Tancred van Hauteville, Normandisch edelman en avonturier